# José Manuel Gutiérrez Revuelta
José Manuel Gutiérrez Revuelta (Santander, Cantàbria, 4 de maig de 1988) és un ciclista espanyol, que actualment milita a l'equip Kuwait-Cartucho.es.

## Palmarès
- 2006
  -  Campió d'Espanya júnior en contrarellotge
- 2012
  - Vencedor d'una etapa a la Volta a les comarques de Lugo
- 2016
  - Vencedor d'una etapa a la Volta a Zamora